# Kim Dong-moon
Kim Dong-moon, född 22 september 1975, är en sydkoreansk idrottare som tog guld i badminton tillsammans med Ha Tae-kwon vid olympiska sommarspelen 2004 i Aten. Han har även ett brons från Sydney och ett guld från Atlanta.